# Tapinomini
Tapinomini este un trib de furnici Dolichoderinae cu 6 genuri și un gen dispărut.

## Genuri
- Aptinoma Fisher, 2009
- Axinidris Weber, 1941
- †Ctenobethylus Brues, 1939
- Ecphorella Forel, 1909
- Liometopum Mayr, 1861
- Tapinoma Foerster, 1850
- Technomyrmex Mayr, 1872